# Yakovlev Yak-23
Yakovlev Yak-23 (tiếng Nga: Як-23, tên ký hiệu của NATO: Flora) là một mẫu máy bay tiêm kích phản lực được Liên Xô phát triển vào cuố những năm 1940 và sử dụng vào đầu thập niên 1950.

## Thiết kế và phát triển

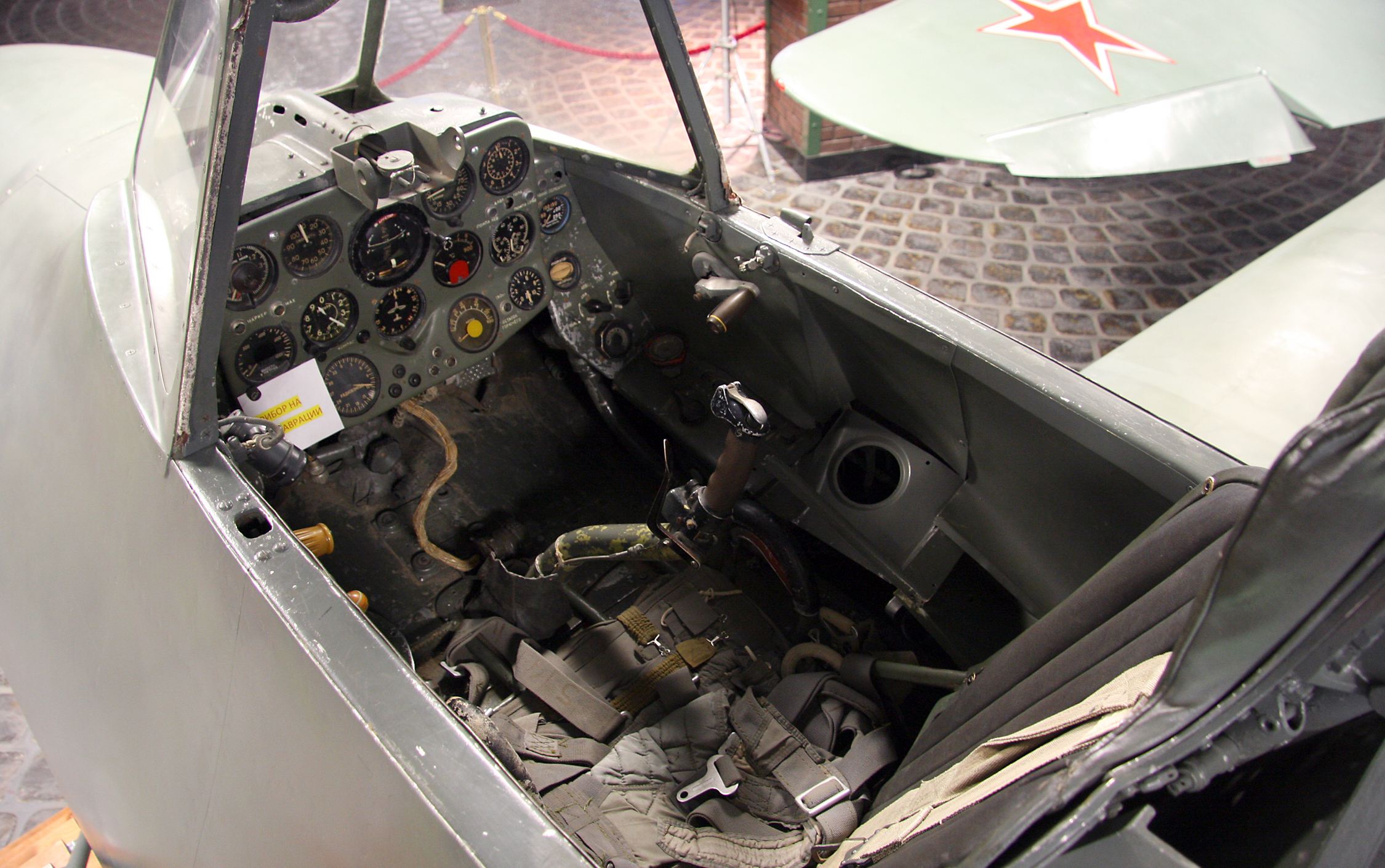
Buồng lái Yak-23

Yak-23 được phát triển lúc đầu như một máy bay tiêm kích hạng nhẹ đơn giản, là một sáng kiến của Yakovlev. Nó được phát triển dựa vào 2 mẫu tiêm kích là Yak-15 là Yak-17, Yak-23 giữ lại cách bố trí động cơ phản lực ở phần thân, mũi máy bay và bộ phận phụt khí ở dưới buồng lái, nhưng tất cả các cấu trúc còn lại đều được làm mới. Cánh được lấy từ Yak-19. Yak-23 sử dụng một sự sao chép của Liên Xô về loại động cơ phản lực Rolls-Royce Derwent V của Anh, có tên gọi là Klimov RD-500. Yak-23 bay lần đầu tiên vào 8 tháng 7-1947. Sau những chuyến bay thành công, nó đã phải trải qua cuộc thử nghiệm của ủy ban nghiệm thu cấp nhà nước vào năm 1948 và đã được chấp nhận cho đưa vào sản xuất hàng loạt. Nó được ước lượng với tỷ lệ thao diễn cao, với gia tốc và khả năng cất cánh tốt, tốc độ lên cao cũng được cải thiện nhờ tỷ lệ lực đẩy/trọng lượng cao. Tuy nhiên nó cũng có những lỗi thiếu sót là khó điều khiển cho máy bay ổn định khi tốc độ đạt đến Mach 0.86 và buồng lái thiếu thiết bị điều áp. Mặc dù trở thành một trong những máy bay tiêm kích cánh thẳng tốt nhất, nhưng nó vẫn là thiết kế kém hơn thiết kế cánh cụp.

## Lịch sử hoạt động
Chiếc máy bay đầu tiên được sản xuất tại một nhà máy ở Tbilisi vào tháng 10-1949. Vào cuối năm 1949, nó bắt đầu hoạt động trong Không quân Xô viết, và được xuất khẩu theo các đơn đặt hàng vào những năm 1949-1950. Yak-23 nhanh chóng bị thay thế trong các đơn vị không quân do sự xuất hiện của loại máy bay cánh cụp vượt trội là MiG-15, nó có hiệu suất cao cấp hơn Yak-23 rất nhiều. Tổng công, chỉ có 310 chiếc Yak-23 đã được sản xuất trước khi việc chế tạo kết thúc vào năm 1950. Ngoài ra, còn một phiên bản khác cũng được chế tạo là Yak-23UTI, loại máy bay dành cho huấn luyện 2 chỗ, với buồng lái được mở rộng về phía trước để tăng thêm một ghế nữa.
Một số lượng nhỏ Yak-23 đã được xuất khẩu cho Tiệp Khắc (20 chiếc vào năm 1949, có tên gọi là S-101), Bulgaria (1949), Ba Lan (khoảng 100 chiếc, từ năm 1950), România (40 chiếc, từ năm 1951), Hungary và Albania. Ba Lan và Tiệp Khắc cũng có được giấy phép sản xuất Yak-23, nhưng nó đã không được sản xuất do sự xuất hiện của MiG-15. Những chiếc Yak-23 được rút ra khỏi biên chế vào cuối thập niên 1950. Chúng không được sử dụng trong chiến đấu (có bản báo cáo nói rằng phi công Mỹ đã chạm trán với những chiếc Yak-23 trong Chiến tranh Triều Tiên, nhưng sự hiện diện của chúng ở Bắc Triều Tiên không được xác nhận).

## Thử nghiệm của Hoa Kỳ
Một chiếc Yak-23 đã được CIA chuyển về Hoa Kỳ, thông qua Nam Tư, vào tháng 11-1953. Chiếc máy bay này được tháo rời để vận chuyển bằng máy bay về Trung tâm đánh giá và thử nghiệm không quân ở Wright Field gần Dayton, Ohio. Ở đấy nó được lắp ghép lại và được sử dụng cho các chuyến bay thử nghiệm, trong suốt thời gian thử nghiệm, nó được ngụy trang bằng màu sơn của máy bay Hoa Kỳ. Người Mỹ đã cố gắng giữ bí mật về chiếc máy bay và nó chỉ được mang ra bay thử nghiệm và sáng sớm. Một lần nó được đội hình F-86 hộ tống ra đường băng, và các phi công đã hỏi về lai lịch của chiếc Yak-23 này. Và người ta đã nói rằng đó là chiếc Bell X-5, có thiết kế tương tự như Yak-23. Sau khi hoàn thành việc kiểm tra thiết kế và bay thử nghiệm, chiếc Yak-23 lại được tháo rời ra và lặng lẽ quay trở lại Nam Tư trong vẻ bề ngoài ban đầu của nó.

## Kỷ lục
Vào 21 tháng 9-1956, phi công Ba Lan là Andrzej Abłamowicz đã lập 2 kỷ lục hàng không thế giới (FAI) trên chiếc Yak-23, nó bay lên độ cao 3000 m trong 119 giây và 6000 m trong 197 giây. Chiếc máy bay này sau đó được về hưu vào năm 1961, trở thành chiếc Yak-23 cuối cùng được sử dụng trên thế giới.

## Các phiên bản
Yak-23
Phiên bản máy bay tiêm kích, sản xuất hàng loạt.
Yak-23UTI
Phiên bản huấn luyện 2 chỗ với thân dài hơn và tang bị vũ khí ít hơn, chỉ là mẫu thử nghiệm.
Yak-23DC
Phiên bản huấn luyện 2 chỗ do România chế tạo vào năm 1956.

## Các nước sử dụng
Albania
- Không quân Albania

 Bulgaria

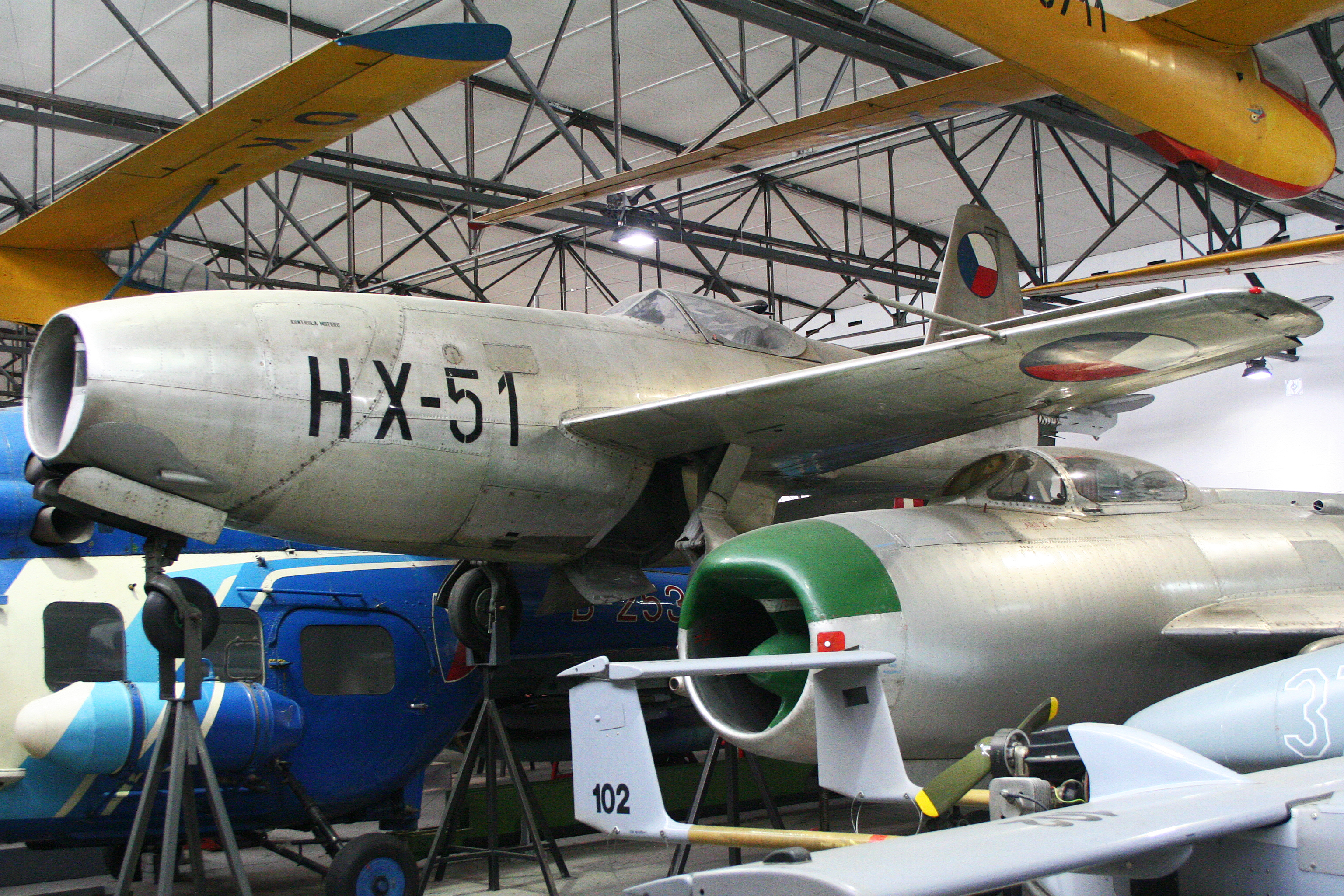
Yakovlev Yak-23 (HX-51), Không quân Tiệp Khắc

- Không quân Bulgaria có ít nhất 12 chiếc vào năm 1949.

 Tiệp Khắc
- Không quân Tiệp Khắc có 20 chiếc vào năm 1949.

 Hungary
- Không quân Hungaria

 Ba Lan
- Không quân Ba Lan có khoảng 100 chiếc hoạt động từ năm 1950-1961.

 România
- Không quân Romania có 40 chiếc vào năm 1951.

 Liên Xô
- Không quân Xô viết sử dụng các máy bay hoạt động từ năm 1949-1951.

 Hoa Kỳ
- Không quân Hoa Kỳ thử nghiệm bay 1 chiếc vào tháng 11 năm 1953.

## Thông số kỹ thuật

Yak-23

### Đặc điểm riêng
- Phi đoàn: 1
- Chiều dài: 8.12 m (26 ft 8 in)
- Sải cánh: 8.73 m (28 ft 8 in)
- Chiều cao: 3.31 m (10 ft 10 in)
- Diện tích : 13.50 m² (145 ft²)
- Trọng lượng rỗng: 1.980 kg (4.356 lb)
- Trọng lượng cất cánh: 3.384 kg (7.445 lb)
- Trọng lượng cất cánh tối đa: n/a
- Động cơ: 1× Klimov RD-500, 15.6 kN (3.500 lbf)

### Hiệu suất bay
- Vận tốc cực đại: 923 km/h (577 mph)
- Tầm bay: 923 km/h (577 mph)
- Trần bay: 14.800 m (48.500 ft)
- Vận tốc lên cao: 41.4 m/s (ft/min)
- Lực nâng của cánh: 251 kg/m² (51 lb/ft²)
- Lực đẩy/trọng lượng: 0.46

### Vũ khí
- 2× pháo 23 mm Nudelman-Rikhter NR-23, với 90 viên đạn mỗi súng

## Nội dung liên quan

### Máy bay có cùng sự phát triển
- Yakovlev Yak-15
- Yakovlev Yak-17
- Yakovlev Yak-19

### Máy bay có tính năng tương đương
- Mikoyan-Gurevich MiG-9
- FMA Pulqui

### Danh sách tiếp theo
- Yak-19 - Yak-23 - Yak-24 - Yak-25 - Yak-26